# Čelní kost
Čelní kost (latinsky: Os frontale) je nepárová kost, která tvoří část lebky člověka. Původně se zakládá jako párová kost oddělená švem sutura metopica, ale krátce po narození obě dvě části srůstají do jedné kosti. Individuálně různě dlouho trvá uzavření čelního švu (sutura frontalis) mezi oběma polovinami šupiny čelní kosti, obvykle bývá čelní šev uzavřený do 40 let. Výjimečně se nachází sutura frontalis persistens (metopismus) i u dospělých jedinců. Uvnitř čelní kosti se nachází dutina sinus frontalis. Na úrovni arcus supraciliaris je stejnojmenný otvor, kde je možná palpace větve trojklaného nervu nervus ophtalmicus.
Čelní kost tvoří:
- čelní šupina (squama frontalis)
- očnicové části (partes orbitales)
- nosová část (pars nasalis)

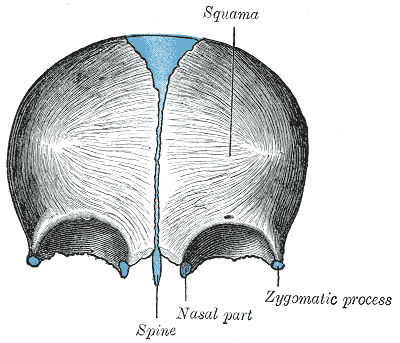
Čelní kost po narození
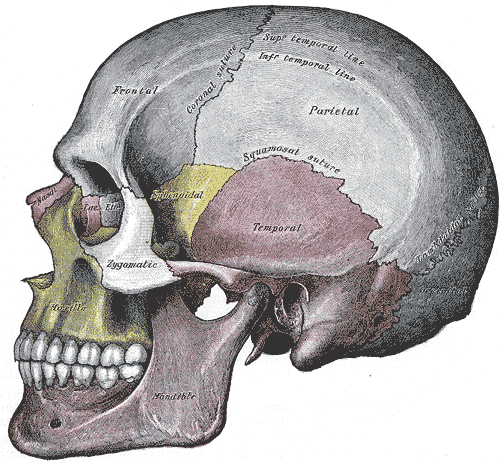
Lebka: laterální pohled, čelní kost je vlevo nahoře s označením „Frontal“